# Gerhardtsgereuth
Gerhardtsgereuth ist ein Ortsteil der Stadt Hildburghausen im Landkreis Hildburghausen in Thüringen.

## Lage
Der Ortsteil liegt an der Südabdachung des Hildburghäuser Waldes an der Landesstraße 1134, die nordöstlich den Raum um Hildburghausen verlässt. Das Dambachtal und die Fischteiche sind Ziele für die Gäste.

## Geschichte
Der Ortsteil wurde am 9. März 1181 erstmals urkundlich erwähnt. Als Ort in der Grafschaft Henneberg gehörte er zum Amt Schleusingen, welches von 1274 bis 1583 zur Grafschaft Henneberg-Schleusingen gehörte. Nach dem Aussterben der Grafen von Henneberg 1583 kam das Amt und der Ort bis 1660 unter gemeinschaftlich sächsische Verwaltung.
Nach der Aufteilung der ehemaligen Grafschaft Henneberg gehörte der Ort als Teil des Amts Schleusingen seit 1660 zum albertinischen Fürstentum Sachsen-Zeitz und nach dessen Aussterben seit 1718 zum Kurfürstentum Sachsen. Aufgrund des Wiener Kongresses musste Kursachsen seine Gebiete in Südthüringen an Preußen abtreten. Von 1815 bis 1945 gehörte Gerhardtsgereuth somit zu Preußen, verwaltungsmäßig  zum Landkreis Schleusingen in der Provinz Sachsen.
1950 wurde Neuendambach eingemeindet. Zum 8. März 1994 wurde Gerhardtsgereuth nach Hildburghausen eingegliedert.
251 Personen lebten 2012 im Dorf.

## Sehenswürdigkeiten
- Evangelisch-lutherische Kirche St. Peter und Paul (Gerhardtsgereuth)

## Söhne und Töchter der Gemeinde
- Anna Neumark (–1630), Opfer eines Hexenprozesses, wurde verurteilt und verbrannt.[5]